# غراب (شعر ادگار آلن پو)

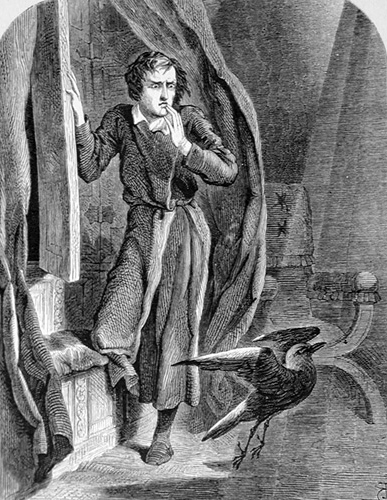
«کلاغ» اثر جان تنیل، ۱۸۵۸، ملاقات مرموز کلاغ و راوی سوگوار را در نیمه‌شب نشان می‌دهد.

غُراب یا کلاغ (به انگلیسی: The Raven) شعری‌ست روایی اثر ادگار آلن پو نویسندهٔ آمریکایی که اولین بار در ژانویهٔ ۱۸۴۵ منتشر شد. این شعر را اغلب به خاطر آهنگ موسیقایی، زبان استیلیزیه و حال و هوای فراطبیعی آن مورد توجه قرار می‌دهند.
شعر دربارهٔ غرابی سخن‌گوست که به شکلی مرموز با عاشقی پریشان‌حال ملاقات می‌کند و شاهد سقوط آرام مرد جوان به جنون است. عاشق، که اغلب او را دانشجو می‌دانند، در فراق معشوقش، لنور، زاری می‌کند. غراب روی مجسمهٔ نیم‌تنهٔ آتنا می‌نشیند و با تکرار دائمی کلمات «دیگر هرگز» به زجر و اندوه مرد جوان دامن می‌زند. در این شعر ارجاعاتی به فولکلور و ادبیات کلاسیک وجود دارد.

## فلسفه ترکیب و سرایش شعر غراب
یک سال پس از انتشار این شعر، پو در مقاله‌ای به نام «فلسفه ترکیب»، با دقت شرح می‌دهد که چگونه این شعر را نه از سر الهام، بلکه با برنامه‌ریزی دقیق و مرحله‌به‌مرحله، مثل معماری هوشمند، خلق کرده است . در «فلسفه ترکیب»، پو می‌گوید ایدهٔ اولیهٔ شعر «کلاغ» برایش خلق فضایی تیره، سوگناک و مالیخولیایی بوده است. او از ساختار شروع می‌کند: شعری چرخشی که هر بند با یک واژهٔ تکرارشونده پایان یابد. نخست، به دنبال واکه‌ای می‌گردد که بیشترین حس اندوه را منتقل کند—«ــُــ» کشیده (/oː/). سپس صامتی انتخاب می‌کند که در کنار آن، حال‌وهوایی سرد و ماتم‌زده بسازد—«ر» (/r/). ترکیب این دو، به واژه‌هایی چون Lenore و Nevermore می‌رسد. پو می‌گوید واژهٔ «Nevermore» بی‌درنگ به ذهنش آمد. در ادامه، او ابتدا اوج روایت را می‌نویسد و بعد باقی شعر را طوری می‌سازد که خدشه‌ای به آن نقطهٔ اوج وارد نکند .

## برگردان به فارسی
این شعر تا کنون توسط افراد زیادی (به صورت‌های مخلتف) ترجمه شده است. به عنوان مثال: فرزانه دُرّی (شاعرانه، پرموسیقی، احساسی)، احمد میراعلايی (وفادار، نثرآمیز، تحلیلی)، صادق چوبک (آزاد، احساسی ولی غیرموزون)، محمدصادق رئیسی (استاندارد) و سپیده جدیری (نوگرا، خلاقانه، امروزی). با این وجود بهترین برگردان از آن دکتر محمد دهقانی است. این ترجمه نخستین بار در نشریه چیستا در ادامه مقاله‌ای به نام ادگار آلن پو و شعر «کلاغ» منتشر شده .

## برگردان منظومِ «کلاغ» محمد دهقانی
[۱]
نیمه‌شبی دلتنگ و تار، آنگه که من نالان و زار
اندیشه می‌کردم بدان از یاد رفته یادگار
آن‌گه که خواب‌آلوده‌وار، برمی‌کشدم آه سرد
ناگه صدای در رسید، آرام هم‌چون جویبار
گویی کسی می‌زد به در، بر آستانِ کلبه‌ام
با خویشتن گفتم به از «شاید در این شبگیر تار
بر آستانِ کلبه‌ام، در می‌زند درمانده‌ای
این است و دیگر هیچ چیز»
[۲]
آوخ، که آن شب را چه‌سان دارم به یاد اندر نهان
تیره‌شبِ سردِ خزان، وز شعلهٔ آتش جهان
جان می‌فشاندند اخگران بر پیکرِ سردِ زمین
خسته ز تاریکیِ شب، مشتاقِ صبحی جاودان
برمی‌گرفتم هر کتاب، بیهوده می‌جُستم در آن
پایانِ حُزن و سوگ را، سوگ «لنور» در عمقِ جان
آن ماهرویی کآسمان، نامِ لنور کردش عطا
شد تا ابد از یادها
[۳]
و آن پرده‌های ارغوان، با خشخشی ابریشمین
موهوم و محزون و غمین، گویی ز روی خشم و کین
آگنده‌ام می‌کرد بس، از وحشتی موهوم و تلخ
هرگز مرا همره نبود، زآن پیش احساسی چنین
پس تا شوم آسوده‌دل، برخاستم، گفتم به خود:
«درمانده‌ای شاید بود از محنت و سرما غمین
درمانده‌ای گم‌کرده ره، خواهد بیاساید دمی
این است و دیگر هیچ چیز.»
[۴]
دل را قوی کردم سپس، بی هیچ تردیدی دگر
گفتم «مرا بخشایشی، ای مانده در آن‌سوی در
بر آستانم منتظر! زیرا که خواب‌آلوده‌ام
و آهسته تو در می‌زدی، من هم ز دردِ خویش کَر
گویا تو را نشنیده‌ام. شاید که بخشایی مرا
کز خویش بودم بی‌خبر، در یادهایم غوطه‌ور٬»
در را گشودم، بعد از آن، بیرون فقط تاریکی بود
تاریکی آنگاه هیچ چیز.
[۵]
خیره به تاریکیِ شب، حیران و در ترس و گمان
«شاید که کابوسی بود، تازیده بر من بی‌امان
آشفته‌وش خوابی چنین، کس را نبوده پیش از این»
امّا در آن آرامشِ خاموش و گنگ و بی‌نشان
تنها کلامی گفته شد، نجواگرِ نامِ «لنور»
من رانده بودم بر زبان نامِ «لنور» نجواکنان
تنها طنینِ این صدا، پیچید در تاریک شب
تنها همین و هیچ چیز.
[۶]
چون بازگشتم دل پریش، می‌سوخت روحم گوئیا
ناگه دوباره سخت‌تر آمد صدای ضربه‌ها
گفتم به خویش: «این بی‌گمان، ای بی‌گمان چیزی بود
بر روزنِ آن پنجره، کو می‌خورد بر شیشه‌ها
بگذار دریابم که چیست این ضربه‌های رازناک
باید نمایم آشکار این رازِ وحشت‌زای را
بگذار قلبِ خسته‌ام آرام گیرد لحظه‌ای،
باد است و دیگر هیچ چیز.»
[۷]
آنگه گشودم پنجره، با لرزشی در جان و تن
ناگه کلاغی با وقار، از روزگاران کهن
آن روزگارِ پاک خوش، پَر زد درونِ کلبه‌ام
بی هیچ گونه اعتنا، یا صبر یا ترسی ز من
گویی که اربابِ من است بر آستانم برنشست،
دیدم چسان آمد فرود، بنشست او آسوده بر
تندیسِ زیبای «پالاس»—بُنهاده بر بالایِ در—
بنشست و دیگر هیچ چیز.
[۸]
این‌سان پرنده آبنوس، با رامش و صبر و قرار
پیچیده خود را سخت در سیمایی از کِبر و وقار
آورد بر لب‌های من، لبخند، بعد از اضطرار
گفتم «اگرچه کاکلت ببریده‌اند آن‌گونه زار
امّا تو ترسو نیستی، می‌دانم این را بی‌گمان
هان ای کلاغِ باستان، سرگشته در شبگیرِ تار!
بَر گوی نامت را تو در این دوزخین ساحل ز شب»
گفت او چنین «هرگز دگر!»
[۹]
بس مانده بودم در شگفت، زین مرغِ شومِ زشت‌رو،
کاین‌گونه می‌راند او سخن، هرچند در گفتارِ او،
بود از یکی معنی نشان کاندک مناسب می‌نمود
آری که هیچ امید نیست آن را —بر درگاه او
بنشسته مرغی تیره‌گون— دیگر که بختش یار باد
مرغی‌ست یا درنده‌ای! کو می‌کند آن‌گونه یاد
از نامِ شومِ خویشتن، بر پیکری بالایِ در
نامی چنین «هرگز دگر»
[۱۰]
بنشسته بود امّا کلاغ، تنها بر آن تندیسِ سرد
پیوسته می‌گفت آن سخن و آورد جانم را به درد
گویی که با آن نامِ زشت می‌کرد عریان روحِ خویش
چیزی نگفت او بیش از آن با جنبشی دیگر نکرد
تا این‌که من با خویشتن، گفتم به سختی این سخن:
«یارانِ دیگر پیش از این، رفتند و فردا نیز زاغ
بدرود می‌گوید مرا—چون آرزو— امّا کلاغ،
گفت این سخن: «هرگز دگر»
[۱۱]
زین پاسخی کو می‌شکست خاموشیِ شب را چنان
وحشت‌زده جستم ز جا، با خویش گفتم «بی‌گمان
آ‌‌ن‌چه که می‌گوید کلاغ، آموخته است از صاحبش
از صاحبی بس تیره‌بخت، کو را بَلایی بی‌امان
هر دم رسیده سخت‌تر، آن‌گونه که آوازهاش
آگنده از بارِ غم است، بر آرزویش سوگوار،
بر گردهٔ خود می‌بَرَد این دهشت افزاینده بار:
«هرگز دگر، هرگز دگر!»
[۱۲]
اما هنوز آن مرغ می‌آورد بر لب‌های من
لبخند بعد از اضطراب. یک صندلی را بی‌سخن
بگذاشتم من پیشِ در، پیش در و تندیس و زاغ
در مخملِ آن صندلی، رفتم فرو در خویشتن
پوییدم اندر ذهنِ خود، پندارِ هر پنداره را
اندیشه می‌کردم بسی، کاین زشت‌رو مرغِ کهن،
این مرغِ شومِ ترسناک، دارد چه اندیشه به سر
از گفتنِ «هرگز دگر»
[۱۳]
این‌گونه بنشستم بسی، بودم گرفتارِ گمان
می‌سوخت عمقِ سینه‌ام را مرغِ شومِ بدنشان
با آن نگاهِ آتشین. بنشسته بودم بارها
بر مخملِ این صندلی، بس روزهای پیش از آن
آن نیلگون مخمل که بود، آیینهٔ نورِ چراغ
امّا دگر هرگز «لنور»، با خنده‌ای شادان و مست
بر مخملِ این صندلی آیا دمی خواهد نشست؟
افسوس، نه؛ هرگز دگر.
[۱۴]
ناگه هوا آگنده شد، گویا که عطرآگین شده‌ است
با مجمری نادیدنی کآن را «سرافیون» (سراف‌ها) به دست
دارند و با خود می‌برند هرجا درونِ کلبه‌ام
فریاد کردم خویش را «بیچاره ارزانی شده‌ است
بهرت ز درگاهِ خدا، اینک مفرَّح ای چنین
با یادهایت از «لنور» آن را خدا آمیخته‌ است
برگیر و آن را نوش کن، وین شعله را خاموش کن!»
گفت آن کلاغ: «هرگز دگر»
[۱۵]
گفتم بدو با التِجا «پیغام‌بر! پیغام‌بر!
پرنده باشی یا که دیو ای زادهٔ زشتی و شر!
شیطان تو را شد رهنما، یا کرد طوفانت اسیر
در این خراب‌آبادِ غم، در این فسون‌گشته کویر
من چون بدانم چیستی، پیغمبری یا نیستی،
لیک التماست می‌کنم، می‌گویمت پیغام‌بر!
برگو به من، برگو به من، دردِ مرا درمان بود؟»
گفت آن کلاغ: «هرگز دگر»
[۱۶]
گفتم بدو با التِجا «پیغام‌بر! پیغام‌بر!
پرنده باشی یا که دیو، ای زادهٔ زشتی و شر!
سوگند دادم من تو را، بر آسمانِ بیکران
بر آن خداوندی که ما هر دو پرستش می‌کنیم
برگو بدان روحِ غمین: در سرزمینِ مردگان
در بر دگر خواهم کشید آن دخترِ معصوم را
آن ماهرویی کآسمان نامِ «لنور» کردش عطا؟»
گفت آن کلاغ: «هرگز دگر»
[۱۷]
ناگه ز جا برخاستم، فریاد کردم خشمگین:
«ای مرغ یا دیوِ پلید! «هرگز دگر!» آنِ تو باد!
برگرد در طوفانِ سرد، در شبْ کرانِ دوزخین!
چون یادگاری زین دروغ، کآن را کند روح تو یاد
هیچ ز پرَت این‌جا مباد! تنها مرا بگذار و رو!
برکش برون از قلبِ من، منقارِ خود را زودتر
تندیس را بنمارها! هان! دور شو از پیشِ در!
گفت آن کلاغ: «هرگز دگر»
[۱۸]
هرگز نرفت آری کلاغ! بنشسته آن‌جا او هنوز
روی همان تندیسِ سرد—بُنهاده بر بالایِ در—
گویا که چشمانش کنون، چون چشمِ دیوی کینه‌توز
در خواب و در رؤیاستی؛ نورِ چراغش رویِ سر
جاری شده‌ست و سایه‌اش را می‌نماید آشکار
امّا دگر روحِ مرا، آیا بود هرگز فرار
زین سایه کآنک بر زمین جاریست هر دم تیره‌تر؟
«هرگز دگر، هرگز دگر»

## نمونه سایر برگردان‌ها
| احمد میرعلایی | محمد دهقانی | سپیده جدیری |
| «غراب» | «کلاغ» | «کلاغ» |
| --- | --- | --- |
| «نیمه‌شبی دلگیر، که من خسته و خراب، غرق مطالعهٔ مجلدی عجیب و غریب بودم از دانش از یادرفته، در میان سرتکان دادن‌ها، و گاه به خواب‌رفتن‌ها، ناگهان انگشتی به در خورد، گویی رپ‌رپه‌ای بود، رپ‌رپه‌ای نرم که کسی بر در اتاقم می‌زد زیر لب گفتم: «میهمانی آمده‌است، و بر در اتاقم انگشت می‌زندـ همین و نه چیزی دیگر» | نیمه‌شبی دلتنگ و تار، آنگه که من نالان و زار اندیشه می‌کردم بدان از یاد رفته روزگار آنگه که خواب‌آلوده‌وار، برمی‌کشیدم آه سرد ناگه صدای در رسید، آرام همچون جویبار گویی کسی می‌زد به در، بر آستان کلبه‌ام با خویشتن گفتم به از «شاید در این شبگیر تار بر آستان کلبه‌ام، در می‌زند درمانده‌ای این است و دیگر هیچ‌چیز». | «در انزوای نیمه‌شبی دل‌تنگ آن‌گه که او چو خاطره‌ای کم‌رنگ اندیشه‌های تلخ مرا اندود چشمان من ز خواب بخارآلود ناگاه کوبه‌های کسی بر در آرام همچو زمزمه نجواگر نجوای من به خویش ملامتگر: "یک میهمان شب‌زدهٔ دیگر! یک میهمان خستهٔ ناهنگام یک میهمان خسته و دیگر هیچ"» |